# Horbruch
Horbruch é um município da Alemanha localizado no distrito (Kreis ou Landkreis) de Birkenfeld, na associação municipal de Verbandsgemeinde Rhaunen, no estado da Renânia-Palatinado.